# 胡吉尔台乡
胡吉尔台乡，是中华人民共和国新疆维吾尔自治区伊犁哈萨克自治州尼勒克县下辖的一个乡镇级行政单位。

## 行政区划
胡吉尔台乡下辖以下地区：
塔斯托干村、铁尔斯托干村、玉什阔灭依村、哈特乌孜尔村、乌兰布鲁克村、吉仁台村、索孜木特村、直属村和阿克塔斯村。